# Южен Пинд
Южен Пинд (на гръцки: Νότια Πίνδος) са поредица средновисоки планински масиви, ненадхвърлящи 2000 м надморска височина. Намират се северно от Навпакт, заключени между долините на реките Морнос и Евинос, планините Гиона, Вардусия и Велухи от изток и Панетолико от запад. Във физикогеографски аспект планините са пряко продължение от север на веригата наречена Пинд.
Обхваща масивите Сарандена и Кокиния с най-южно разпространените масиви мизийски бук.